# Hüniken
Hüniken (toponimo tedesco) è un comune svizzero di 94 abitanti del Canton Soletta, nel distretto di Wasseramt.